# Papier stemplowy
Papier stemplowy (zwany również stemplem) – specjalny arkusz papieru, na którym można było wnosić pisma, którego adresatem były organ administracji publicznej. Papier ten był opatrzony w trakcie produkcji stemplem rządowym. W Polsce został wprowadzony w roku 1775.
Obecnie funkcję papieru stemplowego pełni opłata skarbowa.